# In peggio
In peggio è un singolo del rapper italiano Dani Faiv, pubblicato il 27 marzo 2020 come primo estratto dal primo EP Scusate.

## Tracce
1. In peggio – 2:44

## Classifiche
| Classifica (2020) | Posizione massima |
| ----------------- | ----------------- |
| Italia            | 32                |